# Paraplégie spastique familiale ascendante à début précoce
 (mars 2024).
La paraplégie spastique familiale ascendante à début précoce est une maladie dégénérative proche de la sclérose latérale amyotrophique. La mutation du gène ALS2 est la cause de cette pathologie. Les signes majeures de diagnostic sont :
- Apparition des signes dans les deux premières années de vie : augmentation des réflexes et hypertonie musculaire des membres inférieures.
- Faiblesse musculaire et paraplégie spastique vers l'âge de 8 ans.
- Nécessité d'une chaise roulante vers 20 ans avec atteinte des membres supérieurs aboutissant à une quadriparésie et apparition d'un syndrome pseudobulbaire.

## Sources
- (en) Online Mendelian Inheritance in Man, OMIM (TM). Johns Hopkins University, Baltimore, MD. MIM Number:607225
- (en) Enrico S Bertini, Eleonore Eymard-Pierre, Odile Boespflug-Tanguy, Koji Yamanaka, Don W Cleveland, ALS2-Related Disorders In GeneTests: Medical Genetics Information Resource (database online). Copyright, University of Washington, Seattle. 1993-2005